# Сталидзане, Евгения
Евгения Сталидзане (латыш. Jevgenija Stalidzāne; 17 декабря 1944, Елгава — 21 октября 2015) — латвийский политик. Депутат 7-го и 8-го Сейма Латвии. В 2002 году стала депутатом Сейма от Латвийской первой партии. С 1998 года возглавляла профсоюз «Энергия». Была членом правления «Latvijas Pirmā partija» и Латвийского общества свободных профсоюзов. Входила в коалицию «За лучшую Латвию».
В 1968 году окончила Рижский политехнический институт по специальности инженер-электрик.
Похоронена в Елгаве на кладбище Зандеру.